# Ґодзілла знову нападає

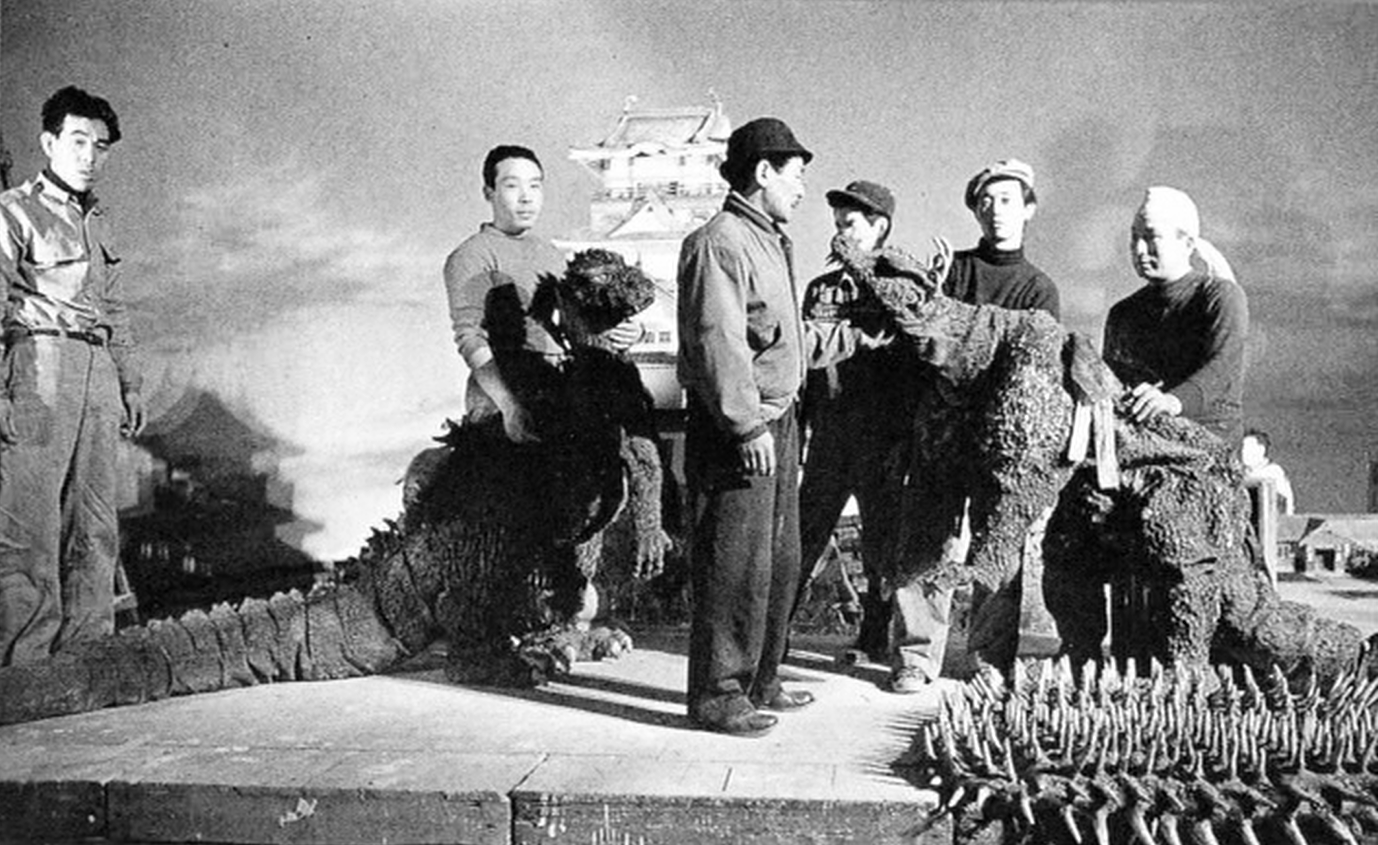
Фото зі знімального майданчика фільму

«Ґодзілла знову нападає» (яп. ゴジラの逆襲, ґодзіра-но гякусю:) — японський науково-фантастичний фільм про кайдзю 1955 року, поставлений режисером Мотойоші Одою. Це другий фільм у франшизі «Ґодзілла», велетенського динозавра-мутанта, та другий фільм франшизи у серії Сьова (епоха у Японії, яка тривала до смерті імператора Хірохіто у 1989 році). Також це перший фільм, в якому з'являється Ангірус. Це перший фільм, в якому Ґодзілла є не єдиним чудовиськом-персонажем.

## Сюжет
Кодзі Кобаясі, молодий пілот, що працює на рибно-продуктовій фабриці в Осаці, зазнає аварії на невеликому скелястому острівці в океані. Йому на допомогу прилітає його колега — Сьоїті Цукіока. Він знаходить Кодзі живим та здоровим. Пілоти розуміють, що вони не самі на острові, і бачать чомусь живого у, що б'ється з величезним колючкуватим динозавром.
Повернувшись в Осаку, пілоти постають перед органами влади, де ті встановлюють, що монстр, з яким бився Ґодзілла — доісторичний ящір-ангірозавр Ангірус. Учений Ямана не знає жодного способу знову вбити Ґодзіллу. Руйнівник кисню і його винахідник — доктор Серідзава, були знищені при перемозі над Ґодзіллою роком раніше. Ямана пропонує відволікти Ґодзіллу чимдалі від берега за допомогою світлових бомб.
За допомогою авіації Ґодзіллу дійсно вдається відігнати. Між тим через план злочинців спалахує величезна будівля, і Ґодзілла повертається в Осаку. До міста припливає Ангірус і між чудовиськами знову починається сутичка. Ґодзілла й Ангірус руйнують частину міста, в тому числі і замок в Осаці. Врешті-решт Ґодзіллі вдається перегризти шию супротивникові.
Цукіока починає пошуки Ґодзілли та виявляє його, коли той пливе до крижаного острова.

Кобаясі та авіація намагаються знищити Ґодзіллу, і навіть бомбардують його. Проте ящір залишається живий, і вбиває Кодзі. Цукіока пропонує поховати Ґодзіллу під сніговою лавиною. Після довгого обстрілу Ґодзілла назавжди стає похованим під крижинами.

## Кайдзю
- Ґодзілла
- Ангірус

## В ролях
| Актор             | Роль                |
| ----------------- | ------------------- |
| Хіроші Коїдзумі   | Сьоїті Цукіока      |
| Сецуко Вакаяма    | Хідемі Ямадзі       |
| Мінору Тіакі      | Койдзі Кобаясі      |
| Такасі Сімура     | доктор Кьохей Ямане |
| Масао Сімідзю     | доктор Тадокоро     |
| Сейдзіро Онда     | капітан Терадзава   |
| Соносуке Савамура | Сіндо Сібекі        |
| Йосіо Цусія       | Тадзіма             |
| Маюрі Мокусе      | Ясуко Іноуе         |
| Харуо Накаджіма   | Ґодзілла            |
| Кацумі Тедзука    | Ангірус             |

## Знімальна група
- Автор сценарію — Шигеру Каяма (сюжет), Такео Мурата, Шигекі Хідака
- Режисер-постановник — Мотойоші Ода
- Продюсер — Томоюкі Танака
- Оператор — Сеїчі Ендо
- Композитор — Масару Сато
- Монтаж — Кадзудзі Тайра, Г'юго Гримальді (англійська версія)
- Художник-постановник — Теруакі Абе, Такео Кіта

## Цікаві факти
- Фільм зібрав понад 8 340 000 глядачів і до прем'єри «Кінг-Конг проти Ґодзілли» був найкасовішим фільмом про Ґодзіллу.[1]
- Паралельно з японською версією (як і з більшістю фільмів «кайдзю») у фільму була й американська версія, де були зроблені деякі зміни.
- Фільм є другим про Ґодзіллу, а також останнім фільмом про Ґодзіллу, знятим на чорно-білу плівку.

## Визнання
| Нагороди та номінації фільму «а знову нападає» | Нагороди та номінації фільму «а знову нападає»         | Нагороди та номінації фільму «а знову нападає»                                    | Нагороди та номінації фільму «а знову нападає»                                    | Нагороди та номінації фільму «а знову нападає» | Нагороди та номінації фільму «а знову нападає» |
| Рік                                            | Кінофестиваль/кінопремія                               | Категорія/нагорода                                                                | Номінант                                                                          | Результат                                      |                                                |
| ---------------------------------------------- | ------------------------------------------------------ | --------------------------------------------------------------------------------- | --------------------------------------------------------------------------------- | ---------------------------------------------- | ---------------------------------------------- |
| 2008                                           | Академія наукової фантастики, фентезі та фільмів жахів | Премія «Сатурн» за найкращу DVD-колекцію (вкупі з іншими фільмами з серії кайдзю) | Премія «Сатурн» за найкращу DVD-колекцію (вкупі з іншими фільмами з серії кайдзю) | Перемога                                       |                                                |

## Кінотеатральний прокат у світі
| • Японія     | … | 24 квітня 1955 |
| • США        | … | 21 травня 1959 |
| • Португалія | … | листопад 1955  |
| • Італія     | … | 1955           |
| • Іспанія    | … | 1958           |

| • Франція        | … | 1 жовтня 1957  |
| • Німеччина      | … | 29 серпня 1958 |
| • Туреччина      | … | травень 1959   |
| • Південна Корея | … | 17 травня 1960 |
| • Мексика        | … | 30 червня 1960 |